# Concerto de chambre (Ligeti)

Le Concerto de chambre pour ensemble instrumental est une œuvre pour vents, piano, clavecin et cordes de György Ligeti. Composé en 1969 et 1970, il est créé par son dédicataire Friedrich Cerha et son ensemble « die Reihe » le 1er octobre 1970. Le compositeur définit ainsi sa musique : « une combinaison d'intervalles clairement audible s'efface peu à peu, et à partir de ce brouillage, une combinaison d'intervalles se cristallise ».

## Structure
1. Corrente (coulant)
2. Calmo (sostenuto)
3. Movimento preciso e mecanico
4. Presto

- Durée d'exécution : vingt minutes.

## Instrumentation
- Flûte (ou piccolo), hautbois (ou cor anglais), clarinette, clarinette basse, cor, trombone ténor, clavecin (ou harmonium), piano (ou célesta), quintette à cordes